# Вязание

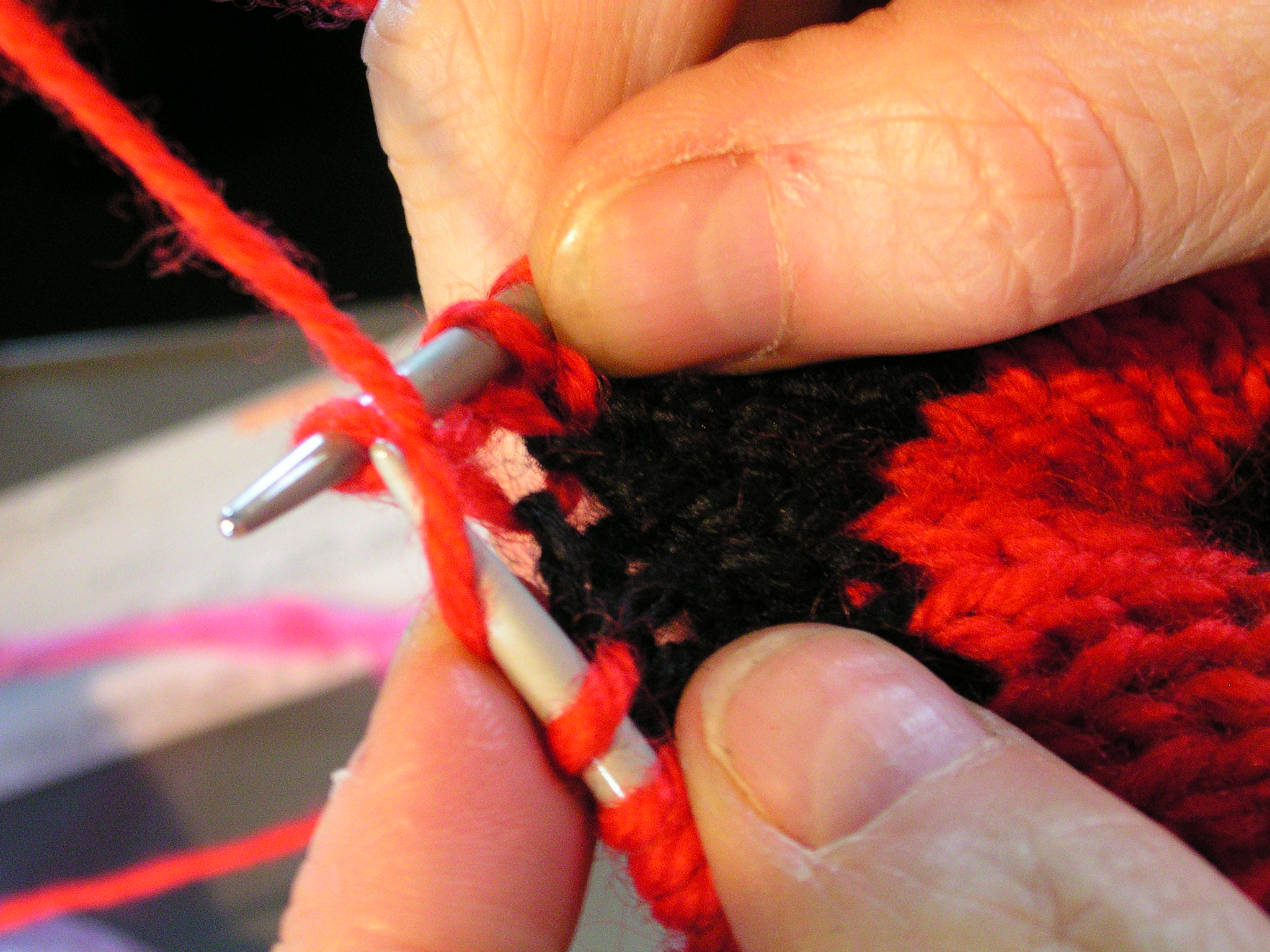
Вязание на спицах

Вяза́ние — процесс изготовления полотна или изделий (обычно элементов одежды или предметов интерьера) из одной или нескольких нитей путём изгибания их в петли и переплетения петель друг с другом с помощью несложных инструментов — вручную (вязальные крючок, спицы, игла, вилка, либо просто руками или на пальцах) или на вязальной машине (механическое вязание).
Вязание, как технику, относят к видам плетения, применяют для изготовления предметов одежды (носки, перчатки, шапки) и белья (салфетки, скатерти, занавески), декорирования интерьера
Благодаря вязанию создаются петли. Они могут быть сделаны из любого вида пряжи, которые идут друг за другом рядком. Связанное изделие состоит из определённого количества рядков из соединённых петель, переплетающихся с последующим и предыдущим рядами.
Различная пряжа (различается: вес, тип волокна, однородность пряжи), размер спиц и тип строчки, всё это даёт возможность получить большое разнообразие трикотажных изделий с многообразием свойств: водонепроницаемость, цвет, толщина, текстура, теплосохранность, целостность.

## История

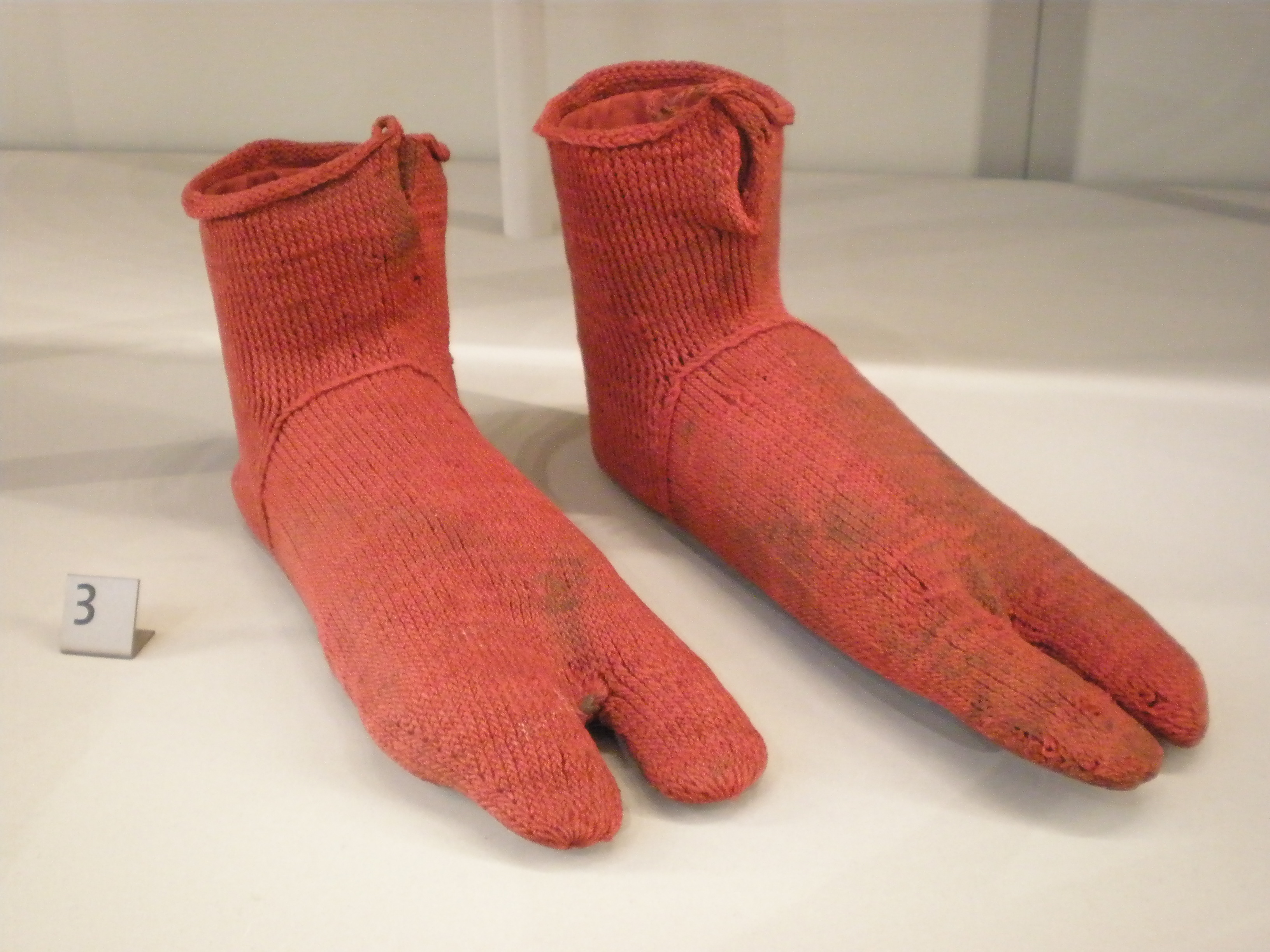
Вязаные носки 300—499 годов н. э., найдены в Оксиринхе, Египет, в конце XIX века, хранятся в Музее Виктории и Альберта

Вязание — одно из самых древних видов декоративно-прикладного искусства, которому уже более трех тысяч лет. Связанные вещи были впервые обнаружены в древних захоронениях Египта, Греции, Рима.
Вязаные носки, найденные в коптских гробницах, датируются IV—V веками, самые древние (III век, эпоха Прато-Наска) вязаные вещи Нового света обнаружены в Перу. Высокое качество исполнения вещей из могил коптов позволяет считать, что техника вязания была известна гораздо раньше. В 1867 году Уильям Фелкин выдвинул гипотезу, что вязание было известно ещё во времена Троянской войны. Согласно Фелкину, саван, который героиня «Одиссеи» Пенелопа распускала каждую ночь, на самом деле не ткался, а вязался, так как только в последнем случае распущенная нить не деформируется, а сам процесс требует немного времени. То, что в «Одиссее» используется термин «тканьё» Фелкин объяснял неточностью перевода и ошибками переписчиков. Изображения на древнегреческих вазах пленных троянцев в узких, облегающих штанах, дают основания некоторым исследователям утверждать, что грекам было известно вязание.
Возможно, что изображённый в Келлской книге (ок. 800 год) пророк Даниил облачён в узкие штаны (прообраз современных легинсов), связанные аранским узором.

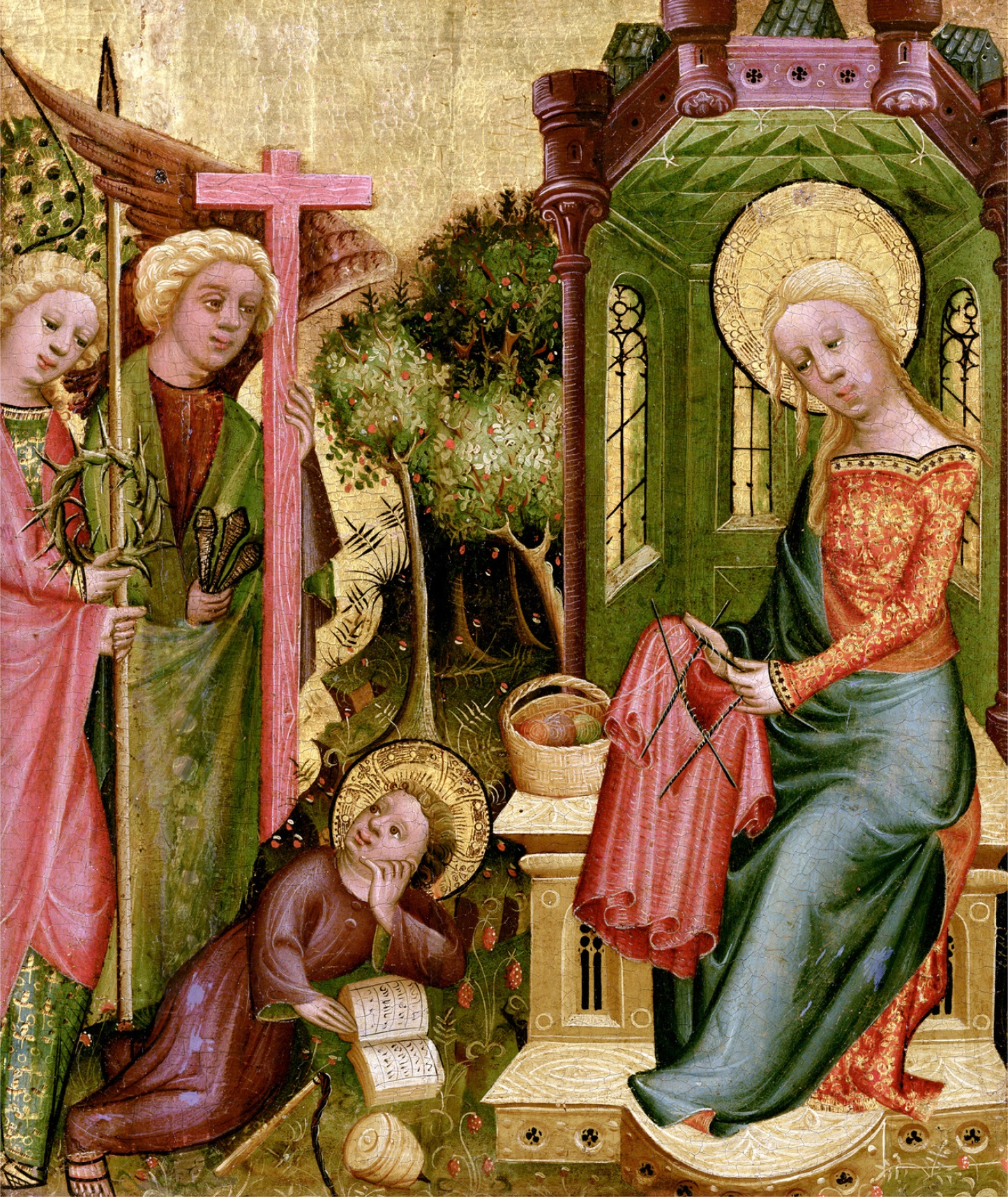
Дева Мария за вязанием. Мастер Бертрам. Алтарь из Букстехуде

В Скандинавии в эпоху викингов практиковалась техника, названная в России в конце XX века вязание иглой. Более трудоёмкий вид создания полотна деревянной или костяной иглой, которое в отличие от трикотажного, связанного крючком или спицами, невозможно распустить, потянув за кончик нити. Эта техника сохранялась на Русском Севере до начала XX века под исконным названием — «копанье». Археологические находки фрагментов вещей, выполненных в этой технике из Англии (Коппергейт), Финляндии (Кокомаки), Германии (Маммен), Норвегии (Осло), России (Новгород) датируются X—XI веками. Способов «вязания» иглой насчитывается около тридцати. При раскопках найдены лишь небольшие вещи, выполненные в этой технике (рукавицы, носки, головные повязки). Учёные объясняют это обстоятельство тем, что вязание иглой — процесс довольно медленный, большие изделия выглядят не так выигрышно, как тканые, а рабочая нить бралась довольно короткая, и приходилось делать много соединений, что уменьшало прочность полотна. Традиция вязания иглой сохранялась в местностях с суровым климатом вплоть до конца XX века.
В центральной и южной Европе искусство вязания возродилось в XIII веке. В гробницах принцев из рода де ла Серда в аббатстве Санта-Мария-ла-Реаль-де-Лас-Хюлгас обнаружены вязаные из шёлковых нитей перчатки и наволочки. Причём плотность вязаного полотна наволочек сравнима с плотностью современного трикотажа машинной вязки — около двадцати петель на дюйм.
В XVI веке в Испании было широко распространено вязание чулок, тогда же пришла мода на вязаные перчатки. Первая гильдия, объединяющая вязальщиков, была создана в Париже в 1527 году. Вязальная машина для изготовления чулок была изобретена в Англии священником Уильямом Ли в 1589 году. Однако, первоначально, не получила широкого распространения так как из-за толстых вязальных игл полотно получалось грубым. Технологии того времени не позволяли получить тонкие иглы для вязания на машине.

### Вязание во времена Второй мировой войны. Промышленная революция
С началом промышленной революции, производство по изготовлению изделий из ткани; любого вида ниток переместилось на заводы. Девушки работали на машинных механизмах, вместо того, чтобы заниматься изготовлением изделия из пряжи дома. Фабричная пряжа была равномернее, а значит можно было оценить вес готового изделия.
В производстве трикотажных изделий доминировал город Ноттингем, как в годы промышленной революции, так и десятилетия спустя. В этом городе был кружевной рынок.
В Великобританию в военные годы шерсть поступала очень маленькими партиями, из-за этого, женщинам приходилось распускать старые связанные вещи, которая впоследствии использовалась повторно.
Армию и флот в зимнее время обеспечивали шерстяными вещами, были специально изготовлены схемы перчаток и балаклав. Данная акция помогла изготовить различные необходимые вещи, которые придали смысла деятельности девушек для мужчин на фронтах.

## Способы вязания

### Уточное переплетение и основовязаное переплетение
Вязание имеет две основных разновидности, одно из них — уточное переплетение, другое называется основовязаное переплетение. В уточном переплетении в трикотаже имеются добавочные нити. Волокна в петли не провязываются. К главным переплетениям также относится и основовязаное переплетение. Оно встречается крайне часто в текстильной промышленности. С помощью этого способа изделий имеют высокую прочность и износостойкость. В ход могут пойти не одна нить, а несколько, когда формируется основовязаный трикотаж. Петли, которые сформировали, могут быть открытыми и закрытыми. Уточное переплетение может выполняться как на машинном производстве, так и вручную. А основовязаное переплетение чаще выполняется машинным способом. Связанные ткани уточным способом, также, как и основовязаным способом, могут быть связаны с задействованием нескольких нитей, чаще всего, чтобы получить интересный цветной узор.

### Лицевые и изнаночные петли
Когда закрепляется предыдущая петля, последующая петля в рядке пронизывается через прошлую снизу или сверху. Подобные петли называются: «изнаночными» и «лицевыми» петли. Лицевая петля, которая видна с одной стороны изделия, выглядит как изнаночная петля с оборотной стороны и именно этим петли связаны.
Изнаночные петельки и лицевые петли различаются визуальным эффектом: лицевые смотрятся как V, и они расположены вертикально; а изнаночные петли имеют вид горизонтальной волнистой линии поперек изделия. На трикотажных изделиях создаются рисунки и различные узоры, применяя изнаночные петли как «пиксели», но такие пиксели чаще всего имеют форму прямоугольника, а не форму квадрата, это зависит от того, какая толщина у пряжи и от её натяжения. Если втянуть побольше нити в новую петельку, которая называется удлиненная петля, то ряды петель или петельки отдельно будут выше.
В самых простых тканях ручной вязки все ряды петель являются изнаночными, что создаёт эффект резинки. Когда ряды чередуются (изнаночные и лицевые), то петли создают узор чулка (чулочная вязка). Если чередовать изнаночные петельки и лицевые петельки, то возможны вертикальные полосы. К примеру, вязание в рубчик 2 на 2 — это обычная вязка, в которой: два рядка лицевых петелек, за ними последует два рядка изнаночных и так далее. Если последовательно провязывать ряды лицевыми и изнаночными петлями, то получится горизонтальная строчка. А если чередовать лицевые и изнаночные петельки, то получается узор в шахматном порядке.
Есть у ткани такая тенденция, как скручивание, когда за каждым лицевым рядом идет ряд с оборками, к примеру, чулочная вязка. Верх и низ скручиваются в лицевой (передней) стороне, а стороны скручиваются к оборчатой (задней) стороне, а если же изнаночные петли располагаются симметрично (к примеру, в рубчик), то обычно всё лежит ровно. Полотна, сделанные из изнаночных петель, имеют тенденцию вдавливаться, а вязка лицевыми петлями выступают вперед, тем самым ткань становится более эластичной. Из этого следует, что изнаночные ряды в рубчатой вязке обычно незаметны, поскольку соседние лицевые ряды выходят вперед. Ряды из изнаночных петелек наоборот имеют свойство создавать рельефный гребень относительно ряда из лицевых петель. Такой приём называется теневым вязанием, когда внешний вид связанного изделия меняется, если посмотреть на него с разных сторон.

### Различия между вязанием спицами и вязанием крючком
Люди, которые только начинают вязать иногда не понимают отличия от вязания крючком и вязания спицами. В данных способах вязания — пряжа сшивается одинаковым способом, но есть и разные методы. Когда вяжут спицами, то петельки имеют форму, подобную букве «V». А когда вяжут крючком, то петельки перевязываются вместе. В любом полотне есть свои методы и особенности. Вязание спицами — нужно иметь пару спиц, для того чтобы была возможность создавать петли. Сами петли переносятся с одной спицы на другую последовательно. Вязание крючком — нужен только крючок в количестве одной штуки. Благодаря крючку можно объединять петельки вместе прямо на изделии. Обычно вязание крючком считается облегченным вариантом, по крайней мере, на начальном этапе знакомства с вязанием. Хотя оба вида вязания имеют различные методы, но несмотря на это, изделия могут создаваться одинаковыми, если использовать одну и ту же пряжу.

### Правые и левые наклонные петли
Лицевые петли и изнаночные переплетаются чаще всего единожды, но бывает, что их переплетают два, а то и три (в редких случаях) раза. Если взглянуть сверху, то можно заметить, что скручивание происходит как по (правая нить сверху над левой), так и против (левая нить сверху над правой) часовых стрелок. Это называется, как петля с правым и левым плетением. Чаще всего используют метод правого переплетения, когда провязываются/продеваются петли через задние, спица пропускается через первую (начальную) петельку, при этом нить обматывается обычным способом. А вот способ левой петли отличается тем, что нить наматывается противоположным способом, чтобы сформировать петельку, без замены спицы. Правая и левая наклонные петельки по своим функциям одинаковы, несмотря на то, что по форме они зеркальны отражению. Два этих типа плетения (вязания) формируют тоненькую, но красивую текстуру, обычно полотно втягивается во внутрь, из-за чего изделие становится жестче. Наклонные петли часто используются при вязании аксессуаров из тоненькой металлической проволоки.

### Края и швы между тканями

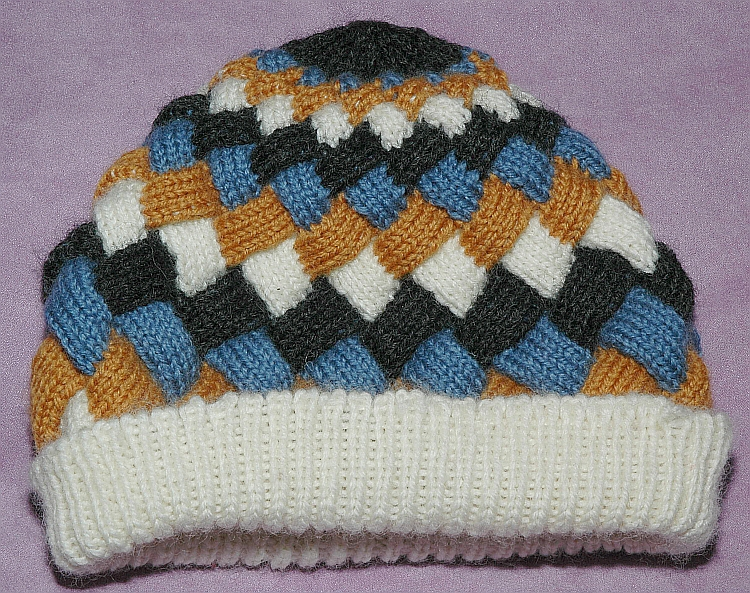
Четырёхцветная шапка, связанная техникой энтерлак

Завершающий ряд (закрытие ряда) и наборный ряд называются конечным и начальным краем трикотажного изделия. Кромки — это боковые края полотна и петли не закрепляются чем-то дополнительно. Есть достаточное количество кромочных петель (кромки), которые отличаются эластичностью и декоративными свойствами.
Края как вертикальные, так и горизонтальные добавляются в трикотажное изделие, для того, чтобы сделать отверстия для пуговиц. Делается это при помощи отдельного связывания полотен с обеих сторон от вертикального края или же снимаются, а потом надеваются петли (горизонтальный край).
Шов «петля в петлю» или шов Китченера используется для соединения двух трикотажных полотен. Новая полоса начинается с любого края изделия, и такой способ называется набором петель. Это основа для энтрелака (энтерлака), где полосы проходят в шахматном порядке перпендикулярно друг другу.

### Косы, жгуты и кружева

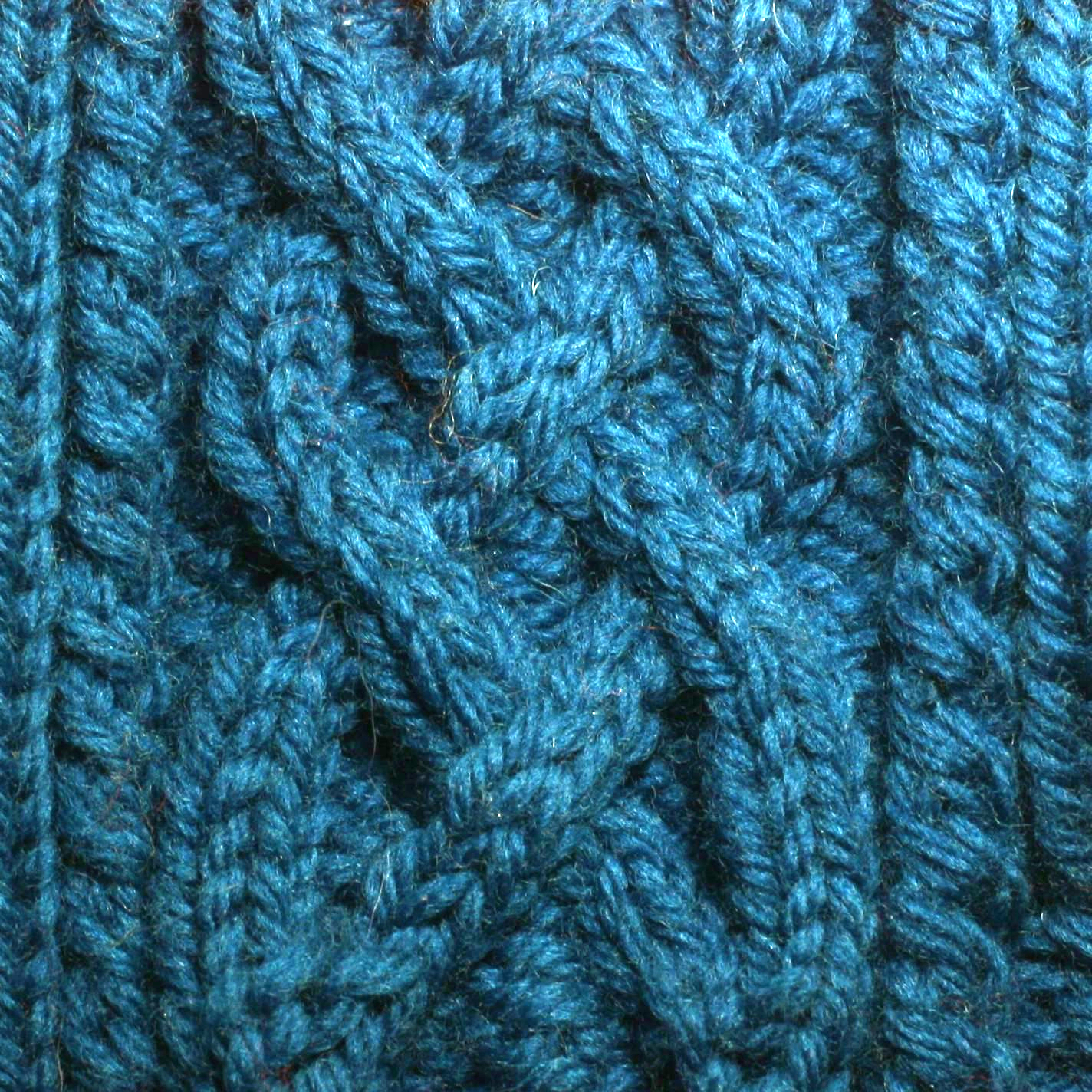
Вязка косичкой

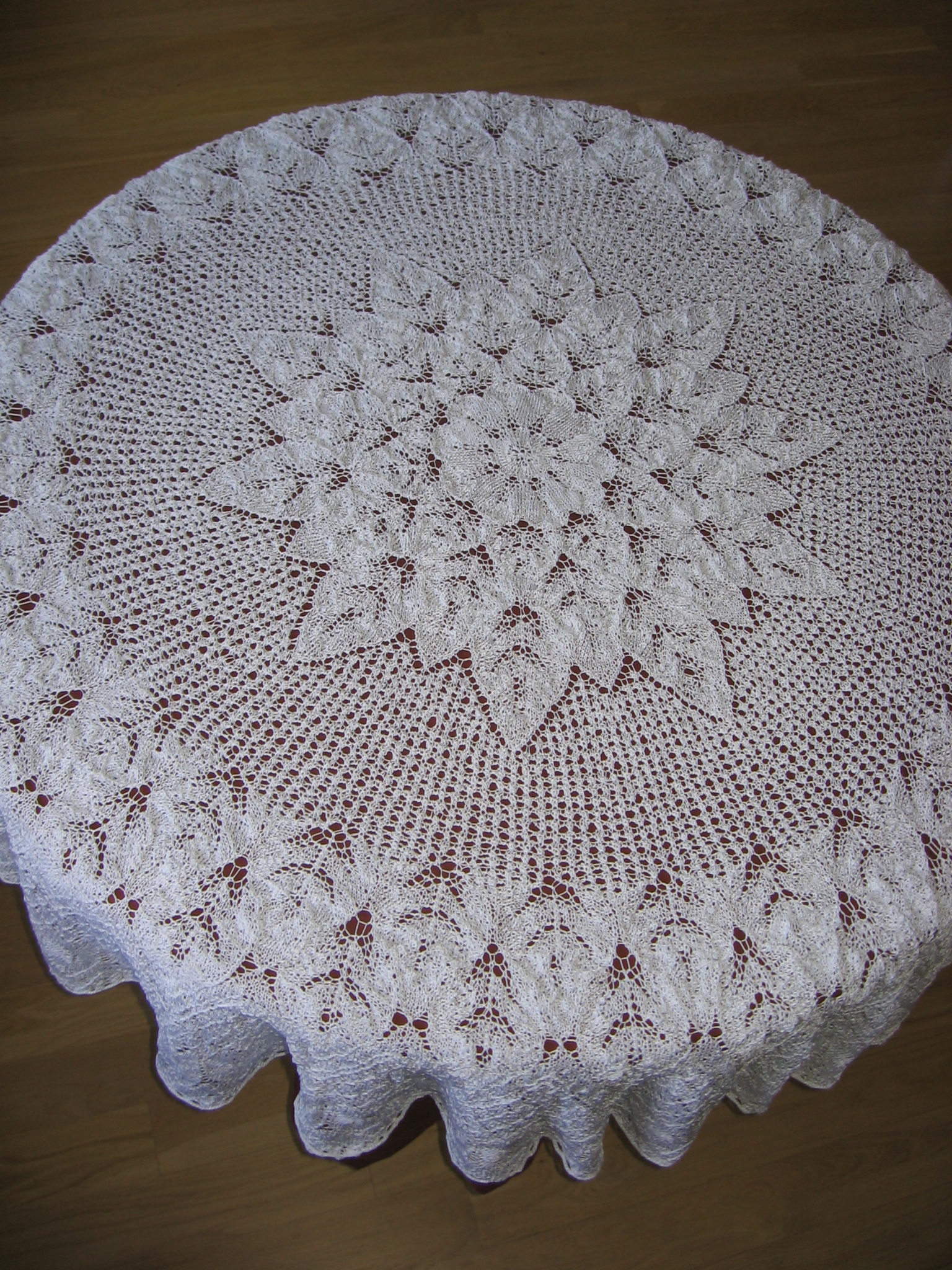
Пример ажурного вязания

Косы вяжутся путём перемещения петель вправо или влево, также можно и одновременно из центра в сторону. Косы образуются, если поочерёдно перемещать петли сначала в одну сторону, а потом в противоположную (можно и в одну сторону). Более сложное вязание с переплетением называется вязание жгутов, но принцип работы мало чем отличается.
Вязать косы спицами достаточно непростой процесс, который требует много внимания. При этом нужно выполнять всё аккуратно, но сложные технологические приёмы не требуются. Такой узор вяжется по кругу или же с поворотом изделия и получается он односторонним.
Чтобы вязать косы или жгуты, используют метод перекрещенных или наклонных петель, при таком методе дополнительная спица перекрещивает петли между собой и провязывает их.
Если же хочется связать более утончённое, изысканное изделие, то обычно вяжут кружевные изделия, будь то одежда или предметы для интерьера (салфетки на стол). Кружевные изделия проще вязать крючком и такой способ вязания имеет несколько типов: ирландское, брюггское, ленточное, филейное.
Ирландское кружево — это кружево, которое вяжется крючком. Чаще всего вяжут рельефные мотивы, напоминающую растительность, а пространство между узором вяжется в виде сетки. Ажурное изысканное изделие выполняется для создания, к примеру, женской одежды (платки, свадебные наряды, юбки).
Брюггское кружево — ажурное плетение крючком, получается из тонкой тесьмы, которая укладывается определённым образом и соединяется за боковые петли. С помощью этого метода вязания обычно создают оригинальные украшения для интерьера. Это кружево относится к фламандскому, благодаря этому узору создаются необычные узоры (змейки, колечки и т. д.).
Филейное кружево — сеточка, у которой создается узор благодаря заполнению некоторых ячеек столбиками. Этот вид ажурного вязания (способ плоского плетения) используется обычно для создания скатертей, занавесок и других изделий для украшения дома.

### Орнаменты и дополнения
Для улучшения (на износ) или же для более красивого вида к изделиям добавляют различные орнаменты с помощью бусин, бисера, пайеток. Также используют вышивку (на поверхности изделия). Ещё добавляют различные застежки, пуговицы, петельки (крючки) как для украшения, так и для удобства. В редких случаях используют аппликацию, к примеру, цветы, бутоны, листики связывается отдельно и потом прикрепляется к полотну, для создания полного рисунка. Также вяжут отдельно ещё и трубочки, которые наносятся на изделие, чтобы создался кельтский узел (и другие), которые сложно вязать.

## Виды вязания

### Вязание крючком

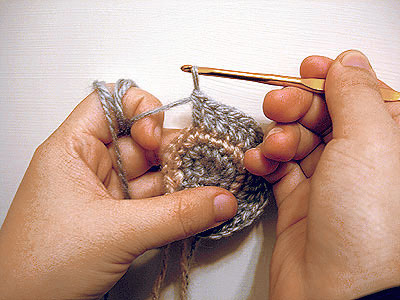
Вязание крючком по кругу

Вязание крючком — процесс изготовления полотна или кружева вручную из ниток с помощью вязального крючка. Считается более лёгким видом рукоделия по сравнению с вязанием спицами. При вязании крючком рабочая нить придерживается большим и указательным пальцами левой (у левшей правой) руки. Крючок держится в правой (у левшей левой) руке большим и указательным пальцами с опорой на третий палец. Нить набрасывается на крючок, продетый в свободную петлю, и вытягивается через неё. Основные типы петель в вязании крючком: воздушная, полустолбик, столбик без накида, столбики с накидами.

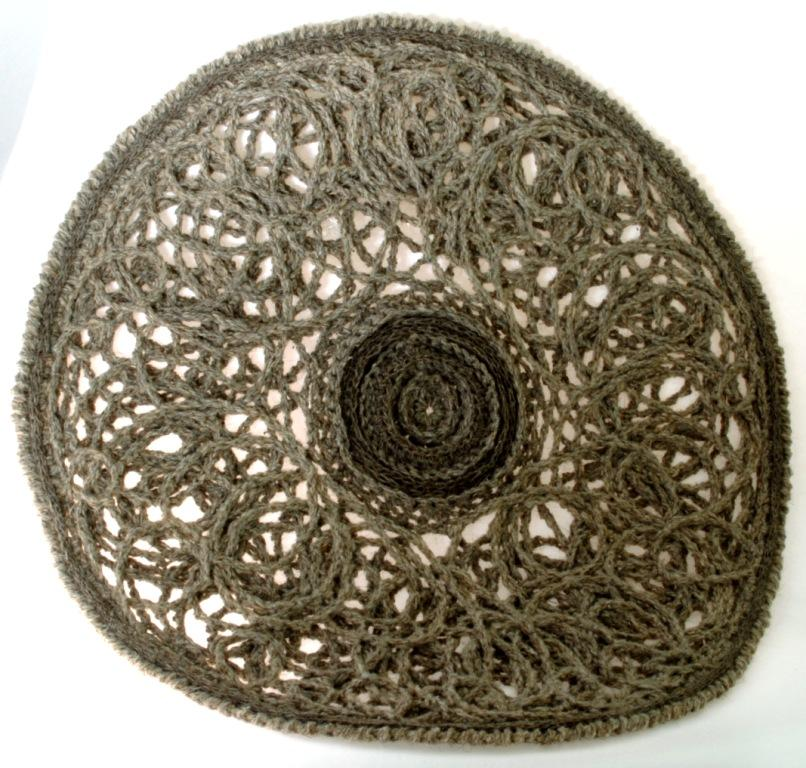
Салфетка «Фуэте»

#### Тунисское вязание
При тунисском вязании применяют удлинённый крючок, на который надет стопор на конце ручки (афганский крючок). Некоторые приёмы, которые используются в вязке спицами, также применяются и в тунисском вязании. Интарсия является одним из методов для примера.

### Вязание на спицах
При данной разновидности вязания используются спицы и пряжа. Пряжа для вязания используется самая разнообразная: льняная, хлопчатобумажная, шерстяная, синтетическая, смесовая, фасонная. Для того чтобы избежать перекоса трикотажного полотна, не следует применять для изделий, выполняемых кулирной (чулочной) гладью, сильно кручёные нити.
Основные виды петель — лицевая, изнаночная, накид, кромочная. С их помощью создаётся всё многообразие узоров трикотажа, связанного на спицах.
Прежде чем начать работу над изделием, необходимо связать образец размером около 10×10 см. С его помощью определяется количество петель и рядов на сантиметр вязаного полотна, что позволяет достигнуть точности в размерах изделия.
Процесс вязания на спицах начинается с набора необходимого количества петель на одну или две сложенные спицы — создания начального ряда. В случае набора на две сложенные спицы по окончании набора одна из спиц (рабочая) вынимается, а петли остаются на второй спице, которая берётся в левую (у левшей правую) руку. Существует два способа вязания: английский, когда нить от клубка (рабочая) удерживается правой (у левшей левой) рукой и, при образовании новой петли, подхватывается правой (у левшей левой) спицей, и германский (континентальный) — рабочая нить находится в левой (у левшей правой) руке и набрасывается на правую (у левшей левую) спицу.
Вывязывание лицевой петли — рабочая нить располагается за полотном. Правая (у левшей левая) спица вводится слева направо (у левшей справа налево) в петлю на левой (у левшей правой) спице, захватывается накид и вытягивается. На правой (у левшей левой) спице остаётся лицевая петля, петля же с левой (у левшей правой) спицы (предыдущего ряда) сбрасывается. При вязании лицевыми петлями по лицевым рядам и изнаночными по изнаночным образуется гладкое полотно (лицевая гладь) с вертикальными полосами, напоминающими косы. Такая вязка называется также чулочной или кулирной гладью. При вязании лицевыми петлями и в лицевых и в изнаночных рядах получается более толстое полотно с горизонтальными полосами — эта вязка называется платочной. Вытянутая лицевая петля получается, если рабочая спица вводится не в петлю предыдущего ряда, а на ряд (два, три и т. д.) ниже.
Вывязывание изнаночной петли — соответствует вывязыванию лицевой петли, но рабочая нить располагается перед полотном, а рабочая спица вводится справа налево (у левшей слева направо). Чередованием лицевой и изнаночной при нечётном количестве петель в ряду вяжется так называемая резинка — очень растяжимое полотно. Резинкой обыкновенно вывязывается низ и манжеты свитеров и кофт, а также изделия, сильно облегающие фигуру.
Накид — рабочая нить набрасывается на правую (у левшей левую) спицу или подхватывается ей. В изнаночном ряду накид провязывается как обыкновенная петля. Накиды применяются для образования ажурного узора (с отверстиями в полотне) и для прибавления петель. Если при добавлении петель в узоре нежелательны отверстия, то в изнаночном ряду накид провязывается скрещённой петлёй.

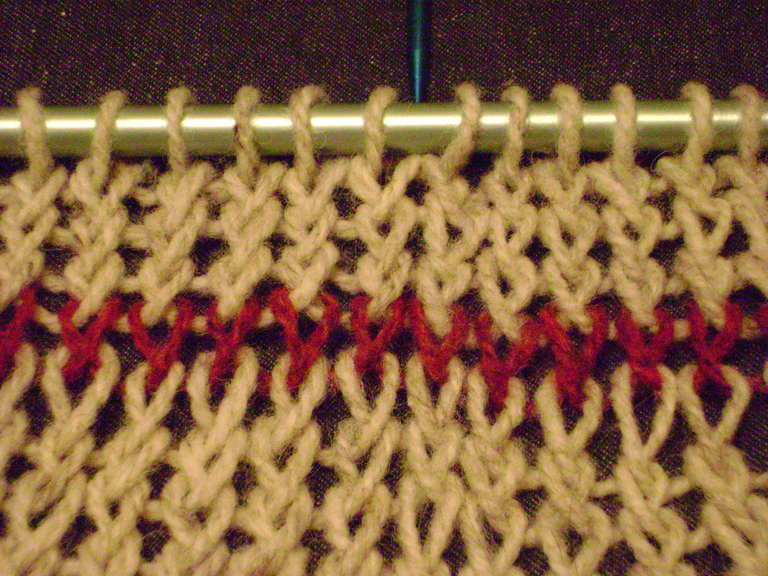
Вязаное полотно из скрещённых петель: в правой части переплетение стенок петли выполнено направо, в левой — налево.

Вывязывание скрещённой петли. Скрещённой называется та петля, стенки которой расположены крест-накрест. Скрещённая петля вывязывается из обычных лицевых и изнаночных петель. При провязывании ряда изнаночных петель за переднюю стенку, а следующего — лицевыми за заднюю стенку, петли предшествующего ряда становятся скрещёнными. Полотно из скрещённых петель обычно более плотное и меньше растягивается. Из них вяжутся вещи, к прочности которых предъявляются особые требования (носки, варежки и т. д.). Недостаток вязаного полотна из скрещённых петель — его перекос (особенно это заметно при вязании чулочной гладью), так как петли повёрнуты под углом относительно его поверхности.
Кромочная петля — петли, с которых начинаются и которыми заканчиваются ряды. Первая крайняя петля снимается на рабочую спицу без провязывания. Последняя петля каждого ряда провязывается изнаночной, если надо получить ровный край вязаного полотна или лицевой петлёй, если требуется зубчатый край. При вязании пряжей разных цветов первую петлю ряда при переходе на другой цвет следует провязать лицевой, чтобы закрепить новую нитку в кромке.
Снятая петля — петля, снятая на рабочую спицу без провязывания.
Убавление и прибавление петель. При убавлении петель две петли вяжутся как одна. Для убавления с наклоном вправо (у левшей влево) две петли провязываются как одна лицевая, с наклоном влево (у левшей вправо) — первая петля снимается непровязанной, вторая провязывается лицевой и протягивается через первую. Прибавляются петли с помощью накидов, провязываемых в следующем ряду как лицевая или изнаночная.
Вязание нитями разного цвета

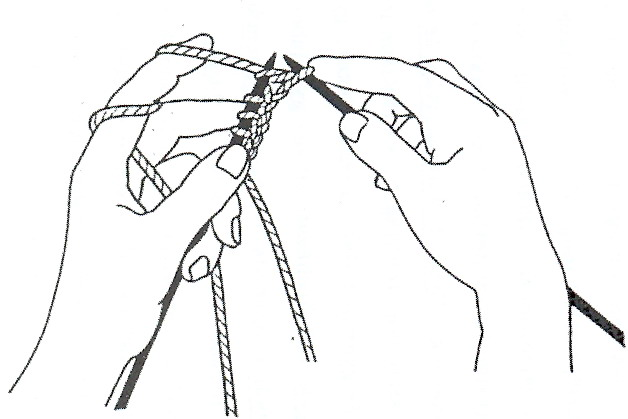
Континентальный (немецкий) способ
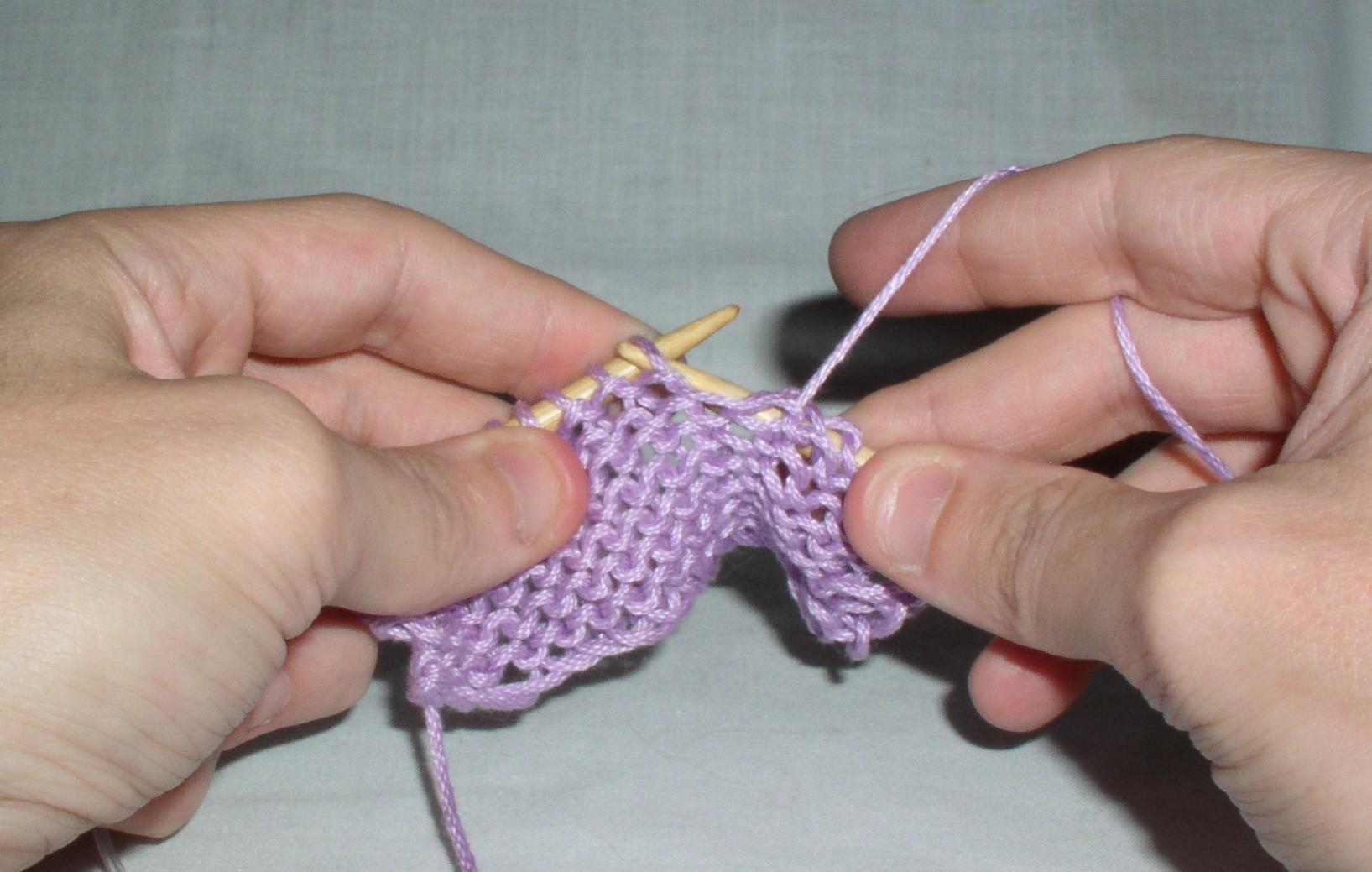
Английский способ
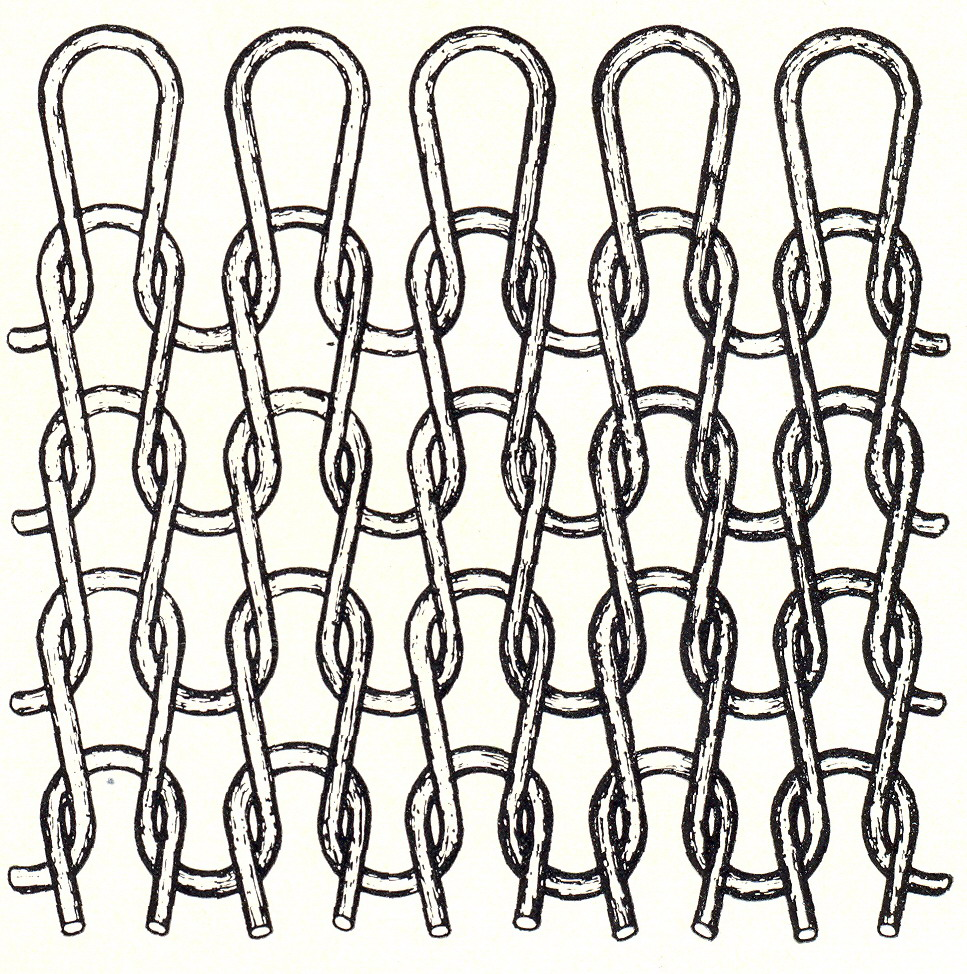
Лицевая гладь
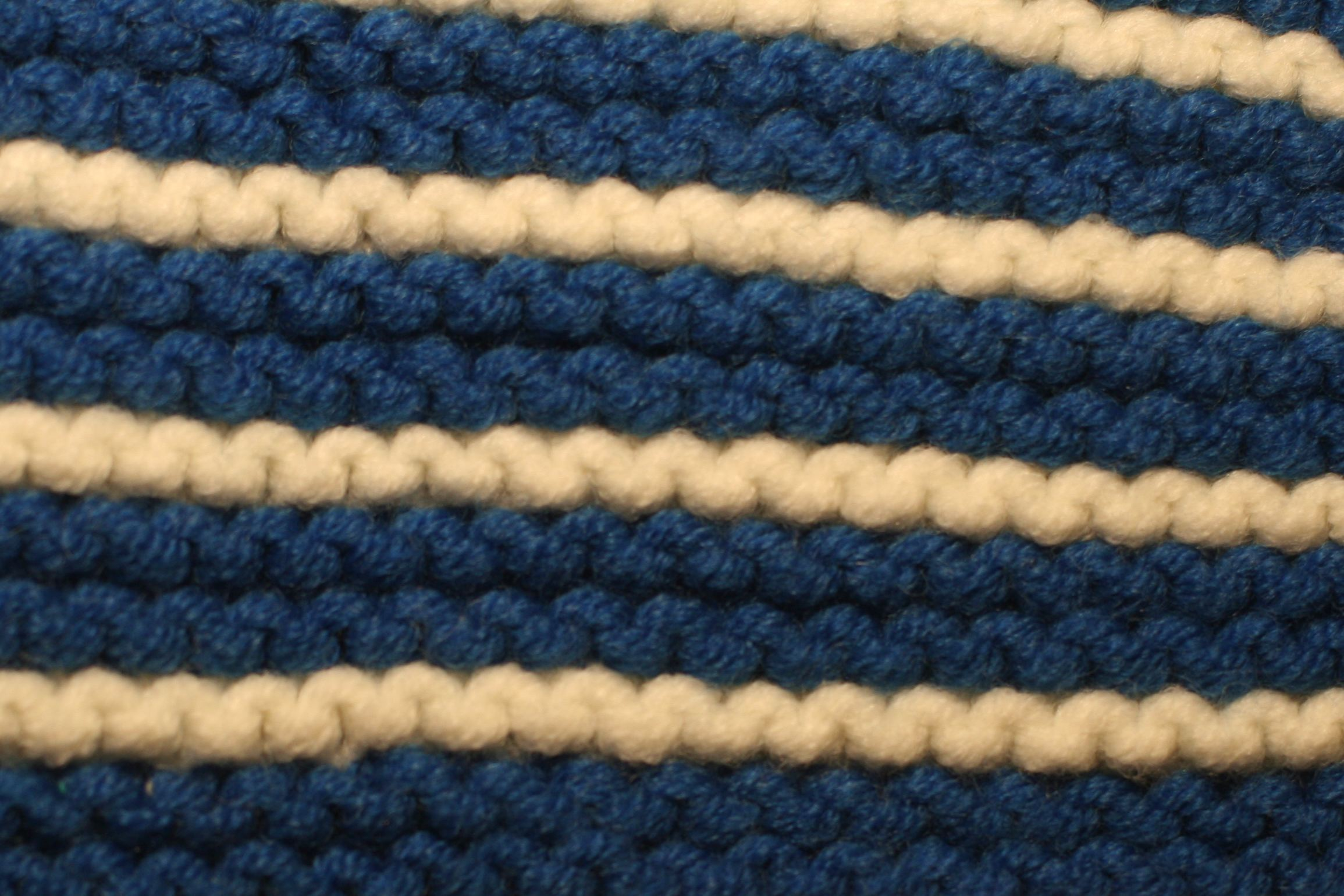
Платочная вязка
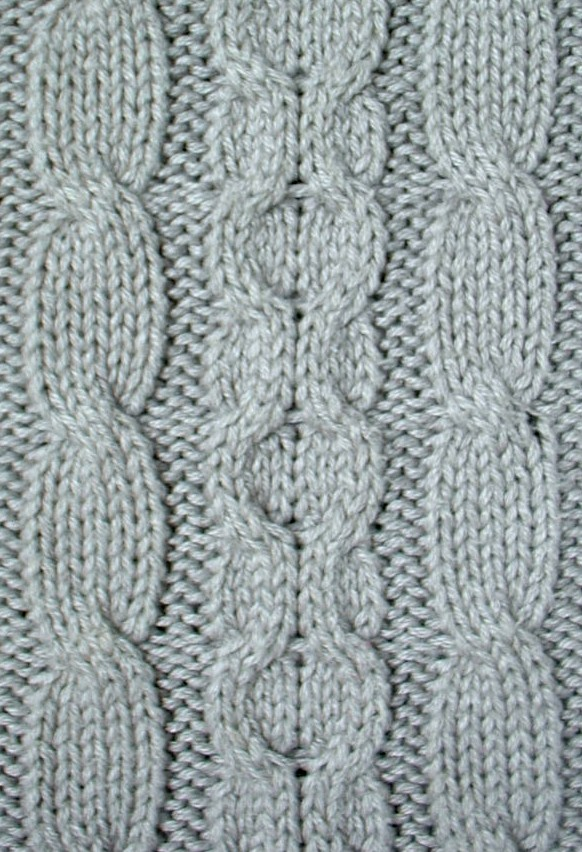
Образец вязки со жгутами

### Ажурное вязание
Ажурное изделие изготавливается с помощью накидов, вяжется спицами. Чтобы сделать накид, нужно набросить рабочую пряжу на правую (у левшей левую) спицу. Когда провязывается изнаночный ряд, то накид провязывают как обычную петлю. Обычно на схемах изображают только лицевую сторону рисунка, на изнаночной стороне провязывают петли изнаночными петлями или по определённому рисунку. Чтобы сохранить начальное количество петель, когда выполняют накид, нужно часть их провязать вместе.

### Вязание на вилке
Вязание на вилке предполагает вязать при помощи крючка на особом инструменте — согнутой толстой проволоке, которая имеет вид буквы U. На инструмент особым образом надевают петельки, при помощи крючка их провязывают и создается узор, который напоминает косу. Обычно этот способ используют для вязки длинных вещей (шарфы, шали, платья и др.). Также при помощи вязания на вилке изготавливают украшения в виде браслетов, брошей.

### Филейное вязание
Филейное вязание — вид вязания, который имитирует филейно-гипюрную вышивку. Данная техника вязания выполняется на особо сплетенной сетке. По своему исполнению способ прост, но выглядит эффектно.

### Бриошь
Бриошь — вид вязания, в котором используют патентную резинку, разные цвета и направления. Патентные петли имеют два вида, в одном из которых петельку снимают, во втором варианте петлю вывязывают из предыдущего рядка и таким образом (в этих двух вариантах), выходит английская резинка, она же и придает объём полотну.

### Другие виды вязания

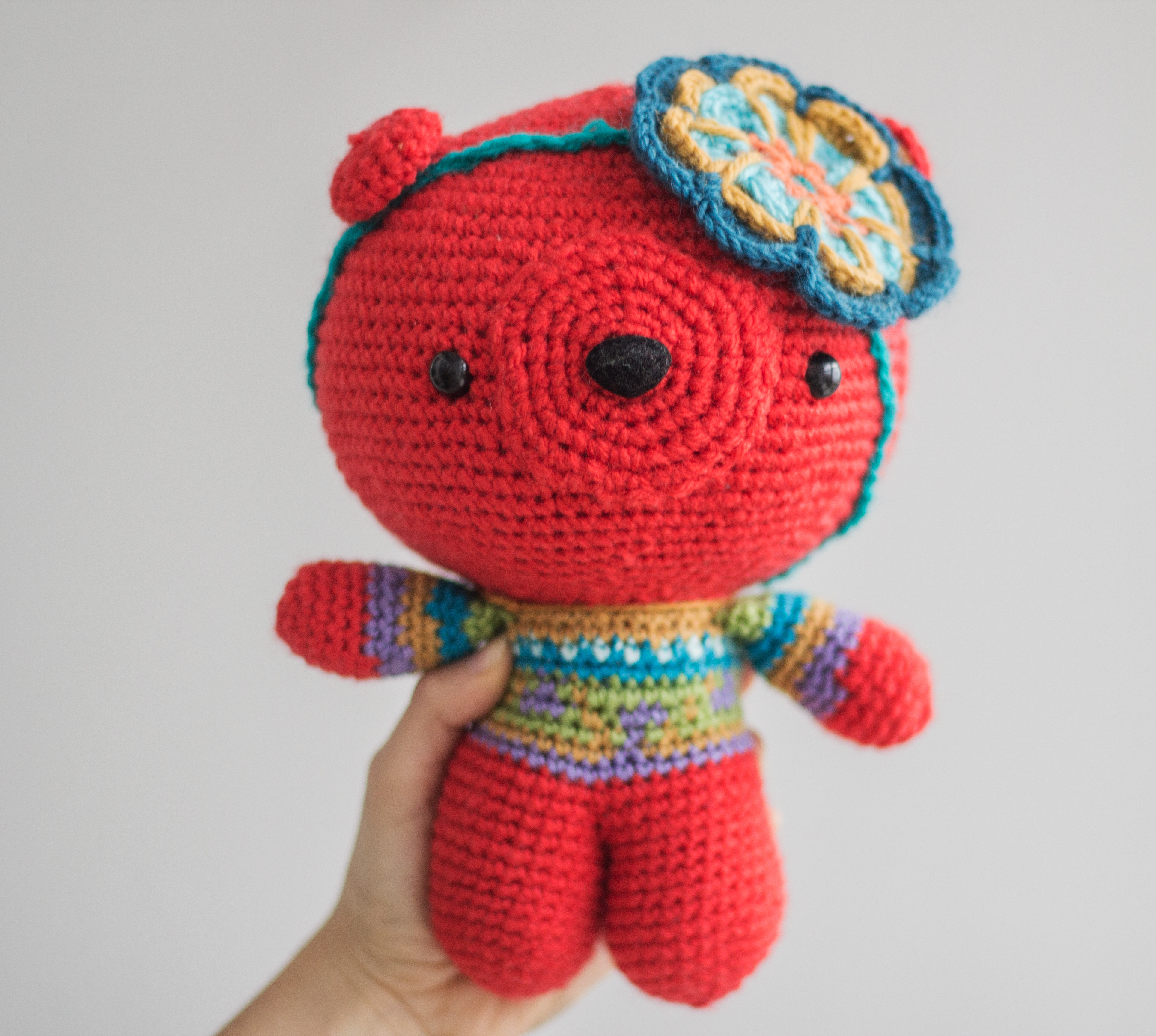
Медвежонок, связанный в технике амигуруми

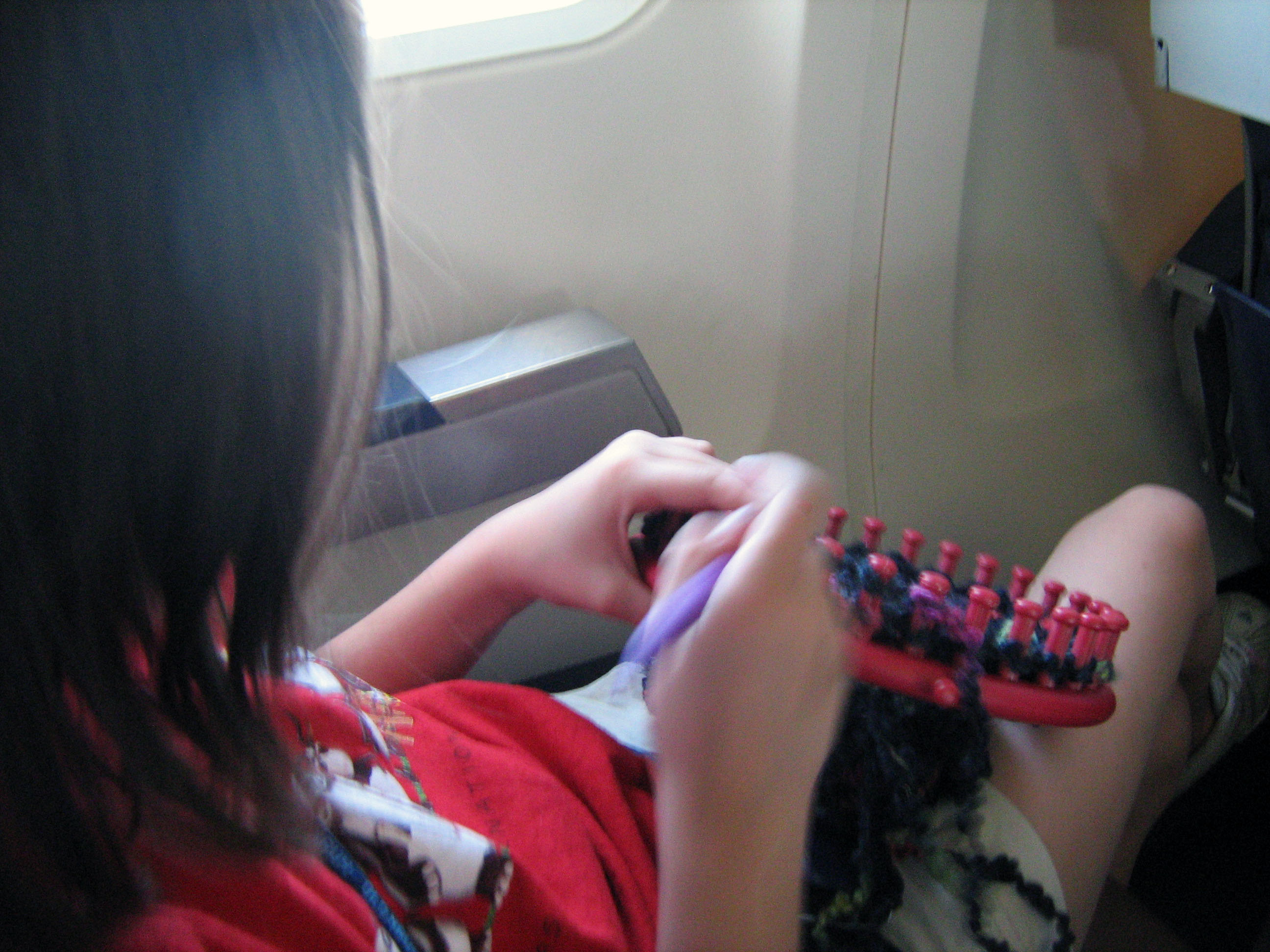
Процесс вязания на луме

- Вязание на лумах. Лум (англ. loom) — ручной вязальный станок в виде пластины с зубчиками. На зубчики надевают пряжу или нить. Сначала лум использовали для того, чтобы плести кружева (тенерифе) и этот рисунок имел вид солнца. Сейчас с помощью этого устройства вяжутся как кружева, так и предметы гардероба (носки, шарфы, шапки, шали, джемперы)[14]. Лум имеет разные размеры и формы: квадрат, овал, круг и вид восьмерки. Форма и размер лума выбирается в зависимости от того, какое изделие планируется связать. К примеру, если вяжут шапку, то берут круглый лум, носки — овальный. Немаловажным в этом процессе является подбор правильной схемы и впоследствии выбора лума. Благодаря определённой схеме вяжутся детали и после этого готовое изделие объединяют крючком.
- Нукинг. Подобный вид вязания подразумевает использование крючка с игольным ушком. В нукинге есть возможность вязать крючком и спицами. С помощью крючка можно вязать и лицевые, и изнаночные петли, благодаря этому изделие можно улучшить и добавить разнообразия в обыденные узоры.
- Брумстик — вид вязания, в котором используют вилку, линейку или спицу (обязательно толстую). С помощью этого вида вязания изделие почти не деформируется, более того это один из быстрых способов вязания с низким расходом пряжи. Вяжутся обычно предметы одежды (шарфы) и аксессуары (сумки).
- Амигуруми — японская техника вязания крючком игрушек[15].
- Фриформ (англ. freeform, дословно — «свободная форма»)[16]. У этой техники вязания есть отличительные черты: вязальщик/ца имеет полную свободу в своем творчестве. Отсутствуют какие-либо правила и нет конкретных принципов вязания. Изделие собирают из определённых связанных кусочков. Пряжа используется различных цветов и фактур. Также можно вязать или спицами, или крючком, даже этими двумя инструментами совместно.
- Свинг. Данный вид вязания вмещает в себя две составляющие, которые называются строфы и паузы. Строфа — это участок, который вяжется укороченными рядками, используется платочная вязка. Паузы — это рядки, идущие вдоль всего изделия и они разделяют строфы от другой зрительно, вязка — лицевая гладь.
- Энтрелак (энтерлак)[англ.][13]. В этом виде вязания изделие вяжется без разрыва пряжи (нити). Главная особенность энтерлака в том, что полотно вяжется беспрерывно.
- Пулинг (англ. pooling «слияние») — вид вязания, в котором узор делается благодаря секционной пряжи, измеряется ширина полотна или пересчитываются петельки в ряду. Особенность пулинга, что узор нужно продумать заранее. Инструменты для вязания: спицы, крючок.
- Сибори. Японская техника вязания. «Шишки» и «пузырьки» создаются на вязаном изделии при помощи валяния. В начале изделие вяжется обычной вязкой, потом на изнаночной стороне кладутся круглые небольшого размера объекты. Определённые объекты крепятся на изделии при помощи резинок. После этого полотно стирают в горячей воде и происходит процесс валяния. Для валяния берут шерстяную пряжу или мохер.

## Свойства тканей
Вязаное изделие достаточно тяжелое по своему строению. Если взять на рассмотрение обычную ткань — можно видеть простую схему построения (сверху вниз, слева направо), когда как в вязаной вещи каждая петля продевается одна через другую. Таким образом, можно видеть, что те же нити, соединённые в петлях, имеют эластичность, не сохраняющиеся при технике, в которой нить остаётся полностью прямой. Поэтому иногда для растяжимости может использоваться нить с особой структурой, что, однако всё равно не создаст должный эффект в достаточной мере, если нить прямая.
У вязаного изделия есть две стороны: лицевая и изнаночная. На лицевой стороне петли повторяют форму V. С изнанки видны верхние края петель.
С помощью вязания доступно неисчерпаемое количество вариантов узоров, которые только можно воплотить, так как есть возможность их менять местами, всяческим образом скручивать, вводить дополнительную нить, пропускать или добавлять петлю. Некоторые из таких манипуляций могут привести к лучшим свойствам растяжимости. В купе с подбором определённой пряжи можно добиться воздушного эффекта, достигаемого при ажурной вязке, или, напротив, тугая вязка, забивающая полотно, придаст плотную текстуру.

### Текстура
С помощью вязания доступно неисчерпаемое количество вариантов узора, которые только можно воплотить, так как есть возможность менять местами нити, всяческим образом их скручивать, вводить дополнительную или пропускать петлю. Некоторые из таких манипуляций могут привести к лучшим свойствам растяжимости. В купе с подбором определённой пряжи можно добиться воздушного эффекта, достигаемого при ажурной вязке, напоминающее игольчатое или коклюшечное кружево, или, напротив, тугая вязка, забивающая полотно, придаст плотную текстуру. Косы, араны, соты вяжутся с помощью дополнительной спицы или маркера для удобства последующего изменения распорядка петель. Энтерлаксоздаётся с помощью вязаных лоскутов в виде квадратов, которые соединяются затем в единое полотно.

### Цвет
Разные цвета, используемые в работе, также влияют на восприятие конечного изделия. Желаемый эффект может нанести — так называемое омбре, которое содержит в себе плавные переходы одного оттенка, либо можно создать композицию, состоящую из нескольких отличных цветов. Границ совершенства, как и предела фантазии, просто не существует.

## Материалы

### Пряжа

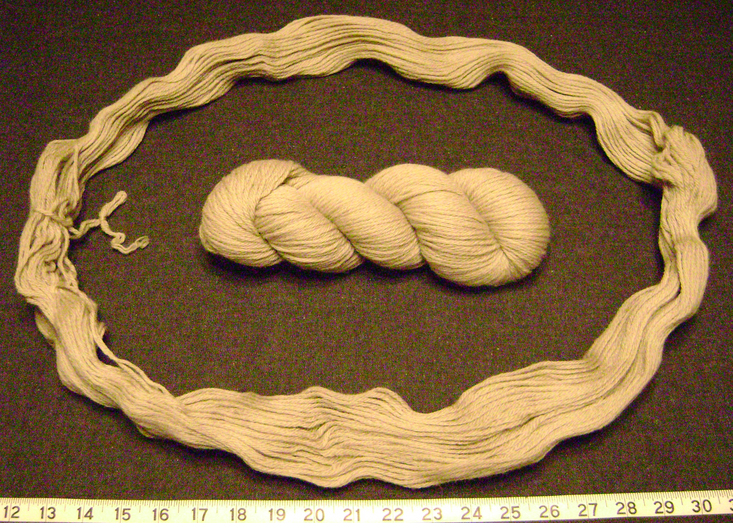
Шерстяная пряжа

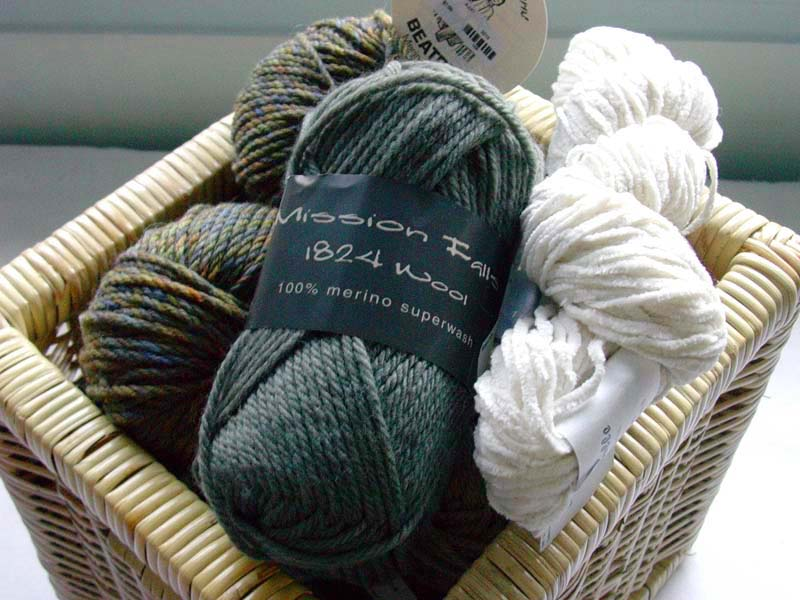
Пряжа для ручного вязания

Обычно пряжу можно приобрести в виде мотка, клубка или намотанную на катушку. На этикетки пряжи написан вес, длина, какой размер спицы следует использовать, из какого волокна состоит пряжа (в процентах) и другое. Лучше всего брать пряжу из одной партии, если вяжется цельное изделие. От партии красителя зависит «правильность» цвета и из разных партий оттенок может немного, но не совпадать, а покупка пряжи из одной партии исключает разные оттенки нити. Это нужно, чтобы изделие при вязке не отличалось по цвету и не было горизонтальной полосы на полотне. А если пряжи одной партии не хватило, то можно чередовать нить во избежание не красивого завершения вязки изделия.
В свойстве пряжи одним из главных факторов является её толщина и вес, от этого будет зависеть дальнейший рисунок и сколько нужно набирать петель и рядов. Для толстой пряжи берутся толстые спицы соответственно, а для тонкой пряжи возможно взять и тонкие и толстые спицы. С толстыми спицами процесс вязания происходит быстрее, чем на тонких спицах, но и узоры на полотне связанные толстыми спицами выглядят грубее. А благодаря тонким спицам вывязываются более утонченные узоры. Есть несколько категорий пряжи: сверх-сверх-тонкая, сверхтонкая, очень тонкая, тонкая, средняя, толстая и очень толстая. Вес на единицу длины измеряется в текс или денье.
Для того чтобы облегчить процесс вязания, следует моток пряжи превратить в клубок, тогда ниточка будет выходить из центра клубка, и пряжа не будет запутываться. Этот процесс (из мотка в клубок) можно выполнить вручную или специальным устройством, которое называется моталка для пряжи. Также при вязании можно использовать банки или ведерко, тогда пряжа останется чистой и не будет путаться.
Чтобы вязаное изделие получилось достойным, нужно выбрать качественную пряжу. Она должна соответствовать нескольким требованиям: эластичность, стойкость цвета после стирки, ворсистость, вес, влагоустойчивость, гипоаллергенность, цвет, блеск, а также должна быть приятная на ощупь (но пряжа из 100 % шерсти будет колючей). Также пряжа может быть устойчива к перепадам температур, должна быть устойчива к химическим веществам (при стирке), не должна окрашивать другие изделия при стирке и не окрашиваться сама, сохранять свой изначальный цвет. Но разная пряжа используется для разных случаев, к примеру, очень закрученная пряжа является хорошим выбором для показа рисунка строчки.
Большая часть нитей создается благодаря прядению волокон. В этом процессе волокна скручиваются, при этом пряжа при её растяжении не должна разрываться. Скручивание может происходить в любых направлениях, и после этого пряжа становится Z или S-образных видов скручивания. Камвольная пряжа — это гладкая пряжа, получается путем выравнивания волокна и её расчесывания. Шерстяная пряжа — это пушистая пряжа, при получении которой волокна чешут, но не расчесывают.
Прядение волокна делится на: прядение из волокна животного происхождения, прядение из растительного происхождения и прядение из синтетических волокон. У этих волокон разные химические свойства. Для волокна животного происхождения используют шерсть разных животных: коза, верблюд, овца, альпака, кролик, лама. Для создания волокна растительного происхождения используют: бамбук, лен, хлопок, крапиву, сою, кукурузу, юкку. Для синтетических волокон: нейлон, полиэфиры, акрил, полипропилен, алкены. Пряжа может состоять из нескольких волокон, к примеру 70 % — шерсть овцы, 30 % — шерсть ламы.
Окрашивание пряжи — это непростое искусство, которое имеет долгую историю. Пряжу можно окрасить как в один цвет, так и в несколько сразу. Окрашивание обычно происходит на промышленном уровне, но окрасить пряжу можно и вручную. В середине XIX века было разработано огромное количество синтетических красителей, хотя есть и натуральные красители, но они не такие блестящие как синтетические. Пеструю пряжу надо использовать с умом, так как она может скрыть связанный рисунок (кружевной узор, узор жгуты или косы), но пёстрая пряжа так же и придаёт привлекательность изделию, к примеру, горизонтальные, диагональные полосы.

### Стекло и воск
Вязаное стекло включает в себя процессы: изготовление модель скульптуры нитками из воска; на восковое изделие наносится термостойкий огнеупорный материал (выдерживает температуру от 750 до 900°С); воск расплавляется, и он удаляется, благодаря этому создается форма; форму помещают в печь, непосредственно в печи происходит процесс плавление свинцового хрустального стекла в форме; форма остывает и материал снимается. Вязаная стеклянная деталь готова.

## Инструменты

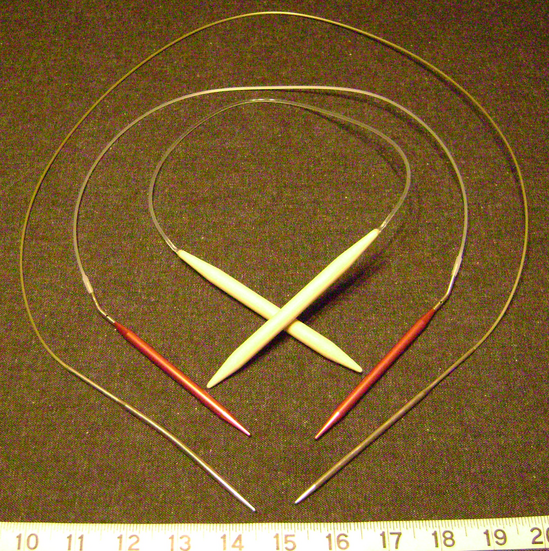
Круговые спицы

Для вязания используются спицы, специальные машины, в некоторых случаях можно обходиться без инструментов. Есть, в том числе предметы, облегчающие процесс вязания, например, для подготовки пряжи или измерительные приборы.

### Спицы

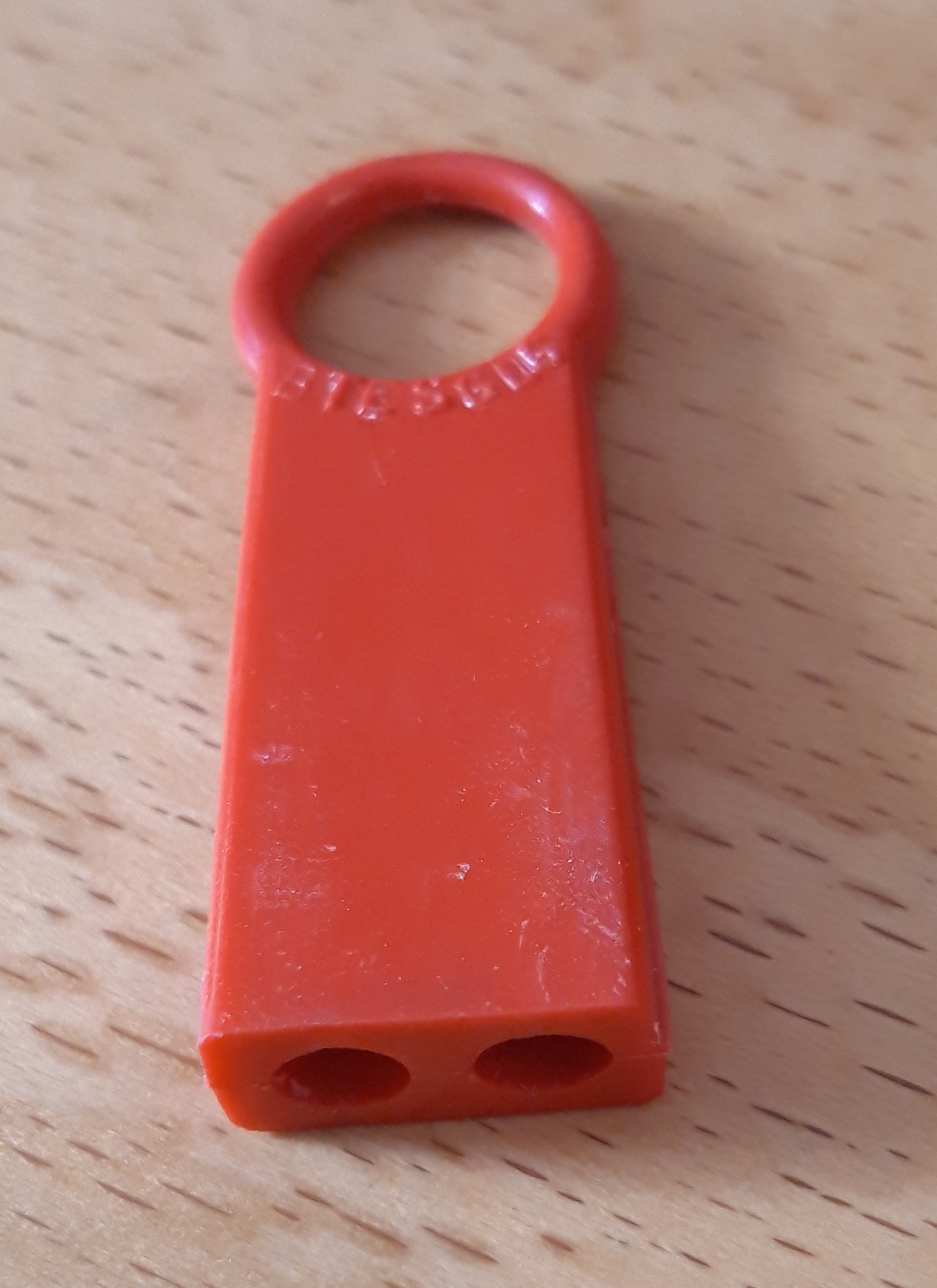
Колпачок для спиц

Для вязания используются спицы из различного материала: металлические, пластиковые, деревянные. Желательно, чтобы спица на одном из концов имела ограничитель для предотвращения соскальзывания петель. Для получения цилиндрического бесшовного полотна применяются либо кольцевые спицы (соединённые гибкой связью), либо комплект из четырёх (пяти) спиц, где между тремя (четырьмя) спицами распределяются петли изделия, а ещё одна используется как рабочая. Жгуты, косы, различные переплетения выполняются с помощью вспомогательной спицы или петледержателя.
Плоское вязаное полотно выполняется на двух спицах, либо на кольцевых. Оно вяжется в прямом и обратном направлениях и имеет лицевую и изнаночную стороны. Цилиндрическое полотно вяжется по кругу только по лицевой стороне.
Спицы не должны быть слишком острыми, чтобы не расщеплять нить и не ранить руки, ни слишком тупыми, чтобы не затруднять ввод рабочей спицы в петлю. Для обозначения размера спиц применяются номера, соответствующие её диаметру в миллиметрах (например, спица № 4 имеет диаметр 4 мм).
Диаметр спиц выбирается в соответствии с толщиной пряжи, обычно в соотношении 2:1. Однако, в зависимости от того, какое изделие предполагается получить, возможны вариации. При вязании тонкими спицами из толстой пряжи полотно получается более плотным, спицами же большого диаметра из тонких ниток — рыхлое, ажурное.
В вязании используется три вида спиц. Первый представляется палочками, которые заострены с одной стороны для вязания петель и имеют ограничитель на другом конце для предотвращения их соскальзывания. Они имеют длину 2,5—4,1 см и диаметр, который колеблется от 0,2 до 2,5 см. От диаметра зависит размер петель, что влияет на натяжение вязки. Наиболее часто встречаемыми материалами являются металлические, деревянные и пластиковые спицы. Гладкие металлические спицы удобны для быстрого вязания, а к преимуществам бамбуковых можно отнести плохое трение, которое предотвращает соскальзывание пряжи.
Второй тип спиц представляет собой палочку, заострённую с обоих концов. Они используются для круговой вязки элементов: манжет, горла, штанин. Обычно в вязании задействована одна спица, когда остальные удерживают оставшиеся петли. Такие спицы имеют меньшую длину и идут в комплекте от четырёх штук.
Последняя разновидность представляет две спицы, соединённых проволокой. Их длина в совокупности с нитью составляет в среднем 60—150 см. Особенностью такого вида спиц является то, что они совмещают функционал первого и второго вида, что даёт возможность использовать их и как прямые спицы с заглушкой и заниматься вязанием круглых изделий в качестве обоюдоострых спиц.

### Крючок для вязания

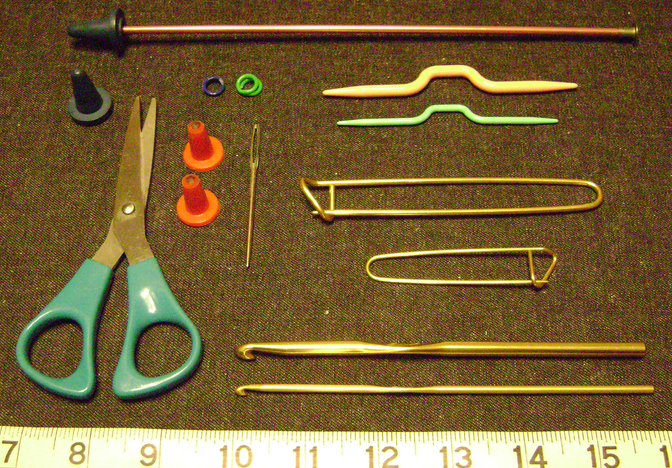
Некоторые вспомогательные инструменты

Инструмент для вязания представляет собой палочку одинаковой толщины по всей длине или с утолщением на ручке с крючком на конце. Для тунисского вязания предназначен крючок с очень длинной ручкой, на которую в процессе нанизываются петли. Крючки выполняются из разнообразных материалов: стали, дерева, пластика. Важно, чтобы крючок был хорошо отполирован, а ручка — удобной, не утомляющей руку.

### Вспомогательные инструменты
Существует масса вспомогательных инструментов для облегчения вязания. Самые основные это — крючок, иголка, предметы для удобного хранения принадлежностей. Применяются маркеры или устройство для счёта рядов, что помогает следить за рисунком, не давая ошибкам свершиться. Ещё одна из популярных проблем, с которыми сталкиваются мастера — соскакивание пряжи, в этом безотказно поможет заглушка. Если затронуть подробнее тему крючка — он решает проблему распущенных петель, идеально подходя для возвращения петель в прежнее состояние. Очень часто используются схемы вязания.

## Методы вязания

### Континентальный метод
Континентальный метод получается благодаря держанию пряжи в левой (у левшей правой) руке, а спицы в правой (у левшей левой). В левой (у левшей правой) руке пряжу удерживают и управляют ей. Узор вяжется на передней стороне.

### Английский метод
Английский метод получается благодаря держанию нити в правой (у левшей левой) руке, а спицы в левой (у левшей правой). В правой (у левшей левой) руке пряжу удерживают и управляют ей. Правая (у левшей левая) спица находится перед левой (у левшей правой), а пряжа перед работой. Узоры вяжутся на передней стороне.

### Комбинированный метод
Спицу с наборными петельками держать следует в правой (у левшей левой) руке, а в левой (у левшей правой) руке нужно держать рабочую спицу и пряжу. Далее левая (у левшей правая) спица вводится в первую наборную петельку, которая на правой (у левшей левой) спице. После этого правая (у левшей левая) спица оборачивается пряжей по часовой стрелке. Спицей (правой, у левшей левой) захватывается пряжа и она вытягивается в наборную петлю, потом наборная петля снимается со спицы (левой, у левшей правой) и петля, которая образовалась, остаётся на правой (у левшей левой) спице.

## Техники вязания

### Двойное вязание
Двойное вязание — это техника, при которой создаются плоские, гладкие ткани, на вид они похожи на чулок. Вместо передней и задней сторон, изделие выглядит одинаково с обеих сторон.

### Жаккардовое вязание
Обычно жаккардовые узоры имеют многократное повторение мотивов по всему вязаному изделию. При этой технике узоры делаются чулочной вязкой. Свитера, которые вяжутся жаккардовой техникой, выполняются по кругу, благодаря этому избегаются изнаночные ряды. Подобный свитер вяжется в виде круга и потом его разрезают по горловине и в проймах.
В данной технике по всему ряду используется много разных нитей, а когда они не используются, они выворачиваются на изнаночную сторону изделия.

### Мега-вязание
В технике мега-вязания используют спицы диаметром равным или больше половине дюйма. Принцип вязания такой же, как и в обычной технике вязания, единственное, в концы спиц врезаны крючки. Спицы с крючками повышают контроль при вязании, они захватывают петли, предотвращая соскальзывание петель.
При мега-вязании создается плотное и объемное полотно или ажурные кружева, это зависит от пряжи, которую используют при вязании.

### Микро-вязание
В микро-вязании, по-другому эту технику ещё называют миниатюрное вязание, используют очень тонкую пряжу и спицы. Аннели де Корт вязала свои изделия спицами толщиной 0,4 мм.

## Коммерческое применение
Металлическая ткань вяжется из металлической проволоки, что широко применяется в промышленности, например, для фильтрующего материала или каталитических автомобильных конвертеров. Обычно изготовление этих тканей производится на кругловязальных машинах, определяемые вязальщиками/цами как носочные машины.
Дизайнеры Майкл Корс и Марк Джейкобс активно используют вязание в их модных коллекциях.

## Благотворительность

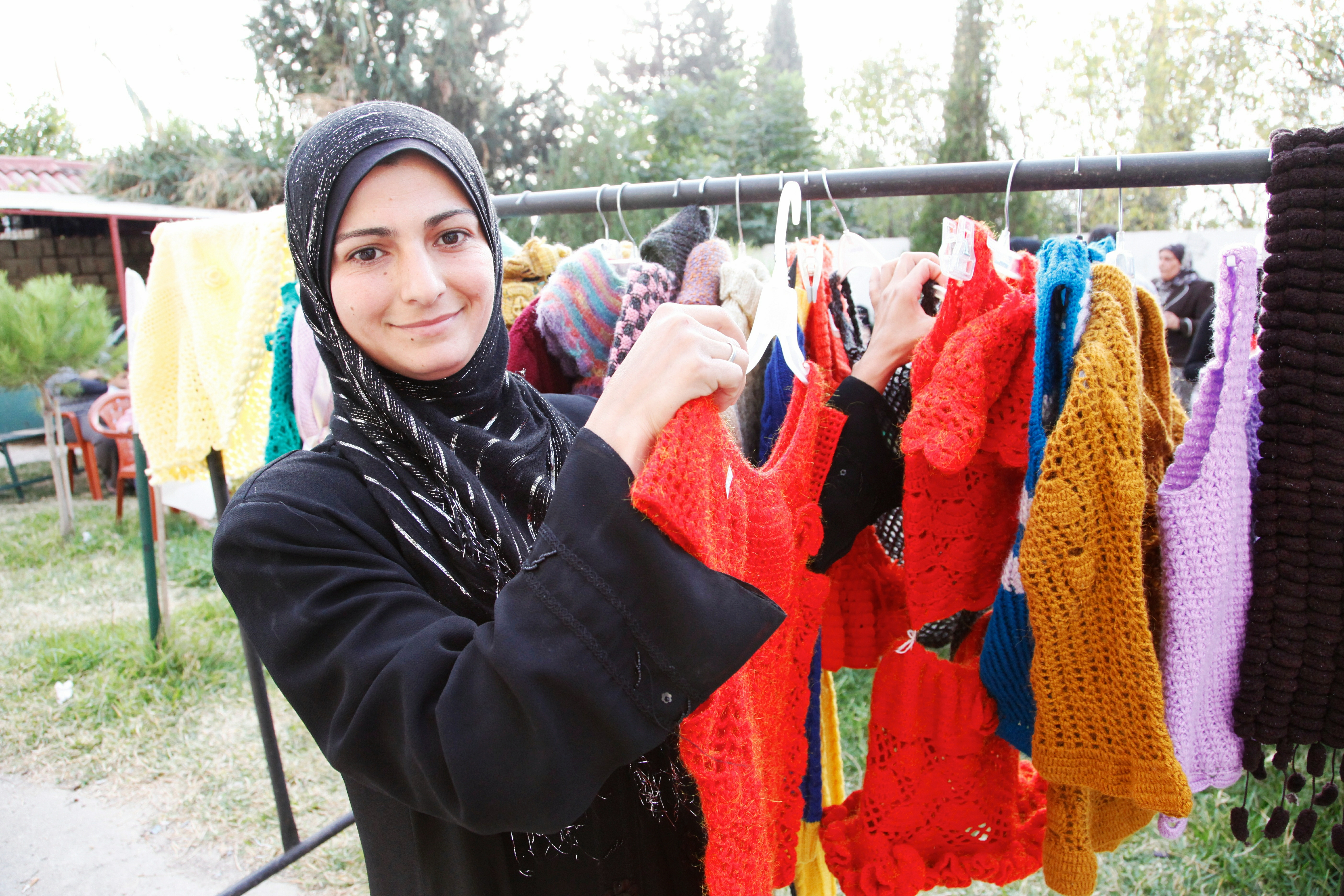
Некоторые благотворительные организации учат женщин вязанию

Бесплатное распространение вязаной вручную одежды стало обычной практикой среди групп людей, занимающихся вязанием. Во время гражданской войны, происходившей в США; в период Первой и Второй мировых воин для солдат вязались тёплые изделия (варежки, перчатки и головные уборы). Вязанные добровольцами из австралийской организации Wrap with Love одеяла предоставляются людям, пострадавшим в ходе войны, по всему миру. Производители пряжи предоставляют образцы пряжи в соответствии со стандартами, установленными различными подразделениями вооружённых сил. Таким образом, подкладки для солдат должны состоять из чистой шерсти и содержать лишь определённую цветовую гамму.
Вязаная одежда приносится в дар социально незащищённой категории граждан, а также онкологическим больным, потерявшими волосы вследствие прохождения химиотерапии. Производители пряжи предоставляют бесплатные схемы для вязания химиотерапевтических шапочек.
Также, раннее существовал проект по вязанию свитеров для пингвинов, служивший для реабилитации этих животных после воздействия на них продуктов нефти. В настоящее время проект завершён.
Главным постулатом организации «Вязальщицы без границ» основанной Стефани Перл-Макфи является призыв к пожертвованию средств организации «Врачи без границ». Принципом их деятельности является получение денежных средств путём продажи вязаных вещей с последующим пожертвованием в фонд. С 2011 года члены организации собрали более одного миллиона канадских долларов.
Есть и другие организации, которые помогают странам, оказавшимся в сложной ситуации. Afghans for Afghans отправляет помощь в виде вязаных изделий афганцам, находящимся в тяжёлом финансовом положении.
Участники проекта Little Yellow Duck Project вяжут жёлтых уточек, которые служат для повышения осведомлённости о донорстве крови и органов. Данный проект был запущен в честь женщины, коллекционирующей пластиковых утят, которая умерла в ожидании пересадки лёгких.

## Польза для здоровья
Вязание не только приятное времяпрепровождение, но ещё и полезное. По результатам исследования[какого?] было выяснено, что при вязании человек справляется со стрессом, так как повторяющиеся ритмичные движения не напрягают психику. Человек в момент вязки успокаивается, а значит не только успокаивает свою нервную систему, но даже снижает артериальное давление и пульс (особенно полезно вязать, если у человека тахикардия). Также было обнаружено, что вязание меняет химию мозга, это приводит к повышению гормонов «счастья» (увеличивается серотонин) и к снижению гормонов стресса.
Благодаря вязанию снижается риск развития деменции и болезни Альцгеймера, так как вязание способствует умственной деятельности мозга. Тем более вязать можно в любом месте, так как предметы для этого процесса не занимают много места.
Более того вязание способствует социальному взаимодействию. Можно собираться группами и вязать вместе, делиться своими навыками, схемами для вязания того или иного изделия, изучать новые техники.
Также вязание положительно влияет и на ловкость рук и пальцев. Сохраняется гибкость пальцев, особенно вязание полезно для тех, кто страдает артритом, так как вязание уменьшает боль при этом заболевании.

## Известные вязальщики и вязальщицы
- Кэт Бордхи[англ.] — одна из первых, кто стал обучать новым и эффективным техникам вязания.
- Каффе Фассетт — художник американского происхождения, модельер, мастер художественного экспериментального текстиля.
- Стефани Перл-Макфи[англ.] — вязальщица, писательница и дизайнер трикотажной одежды.
- Барбара Уокер[англ.] — писательница из Америки, является автором нескольких энциклопедических справочников по вязанию.
- Стивен Уэст — американский вязальщик, модельер, создал несколько схем для вязания и экспериментирует с цветами при создании изделий.
- Элизабет Циммерманн[англ.] — британская преподавательница вязания и дизайнер. Создала десятки схем для бесшовных свитеров.
- Том Дейли — британский олимпийский чемпион, создаёт вязаные вещи в олимпийской тематике.